# Gian Attenhofer
Gian Attenhofer (Basilea, 26 de abril de 2002) es un jugador de balonmano suizo que juega de extremo derecho en el ThSV Eisenach. Es internacional con la selección de balonmano de Suiza.
Su primer gran campeonato con la selección fue el Campeonato Mundial de Balonmano Masculino de 2025.

## Clubes
| Club           | País     | Año         |
| -------------- | -------- | ----------- |
| HSC Suhr Aarau | Suiza    | 2020 - 2024 |
| ThSV Eisenach  | Alemania | 2024 - Act. |